# Стефанія де Богарне
Стефанія Луїза Адрієнна де Богарне (фр. Stéphanie Louise Adrienne de Beauharnais, 28 серпня 1789 — 29 січня 1860) — французька аристократка з роду Богарне, донька Клода де Богарне, другого графа де Рош-Баріто та Адрієнни де Лезей-Марнезія. У 1806 році була удочерена Наполеоном I, який дарував їй титул імперської принцеси. Дружина великого герцога Баденського Карла.

## Біографія

### Ранні роки
Народилась 28 серпня 1789 року у Версалі, невдовзі після початку Французької революції та «ночі чудес». Була другою дитиною та єдиною донькою в родині Клода де Богарне, другого графа де Рош-Баріто, та його першої дружини Адрієнни де Лезей-Марнезія. Мала старшого брата Альберіка, який помер у 1791 році. Її дядько з батьківського боку, Александр де Богарне, був першим чоловіком імператриці Жозефіни, але вони розлучилися ще до народження Стефанії.
Матір після пологів захворіла на сухоти і переїхала з донькою на Рив'єру. Померла, коли Стефанії було близько 2 років, після чого нею опікувалися хрещена матір, ірландка леді Лаура Бат. Втім, коли та виїхала до Великої Британії, дівчинку з собою не  взяла, а віддала черницям, продовжуючи виплачувати її утримання. Батько у 1799 році оженився вдруге із Софією Дюплессі. Від цього союзу Стефанія мала єдинокровну сестру Жозефіну.
Виховувалася спочатку в абатстві Пентемон, а після його розпуску, дві колишні черниці, леді де Тріссак і де Сабатьє, забрали дівчинку на південь Франції, спочатку до Кастельсарразену, потім — до Періге у 1797 році, та, можливо, до Монтобану.
У 1802 році Наполеон в розмові дізнався про існування Стефанії та вирішив повернути її до Парижу й потурбуватися про подальшу долю. Черниці спершу виступали проти, але були змушені погодитися. У січні 1803 року Стефанія прибула до Парижу і була передана під нагляд дружини першого консула та її доньки Гортензії. Аби завершити освіту дівчини, Бонапарт відправив її до школи-інтернату мадам Кампан у Сен-Жермен-ан-Ле. Та заохочувала як музичний талант дівчини, так і її схильність до малювання.
Після війни третьої коаліції, Наполеон вирішив встановити сімейні зв'язки членів своєї родини зі старими європейськими династіями. Так, він вирішив одружити свого пасинка Ежена де Богарне з баварською принцесою Авґустою. Оскільки та вже була заручена з баденським принцом Карлом, замість неї імператор запропонував Стефанію. Нетривалий час розглядалася також кандидатура іншої родички, Стефанії Ташер де ля Пажері. Ідея шлюбного союзу обговорювалася у Карлсруе 20 січня 1806 року і була затверджена 17 лютого.
Стефанію привезли з інтернату до палацу Тюїльрі, де її тепло зустрів імператор, який ставився до дівчини як до власної доньки. Разом з тим, їй заздрили сестри Наполеона, особливо Кароліна, побоюючись, що вона займе у родині більш важливе місце, ніж вони. 4 березня 1806 року імператорське подружжя вдочерило Стефанію. Дівчина отримала титул імперської принцеси та стала за рангом вищою, ніж усі інші французькі принцеси, включно рідної доньки Жозефіни та дружини Ежена.
Клод де Богарне отримав за це сенаторію Ам'єна, яка давала 25 000 франків річного прибутку.
Стефанію поселили у роскішних апартаментах Тюїльрі. Весела, жвава та кокетлива від природи, вона намагалася справити враження на Наполеона. Жозефіна була змушена нагадати дівчині, що та має власного нареченого.

### Шлюбне життя

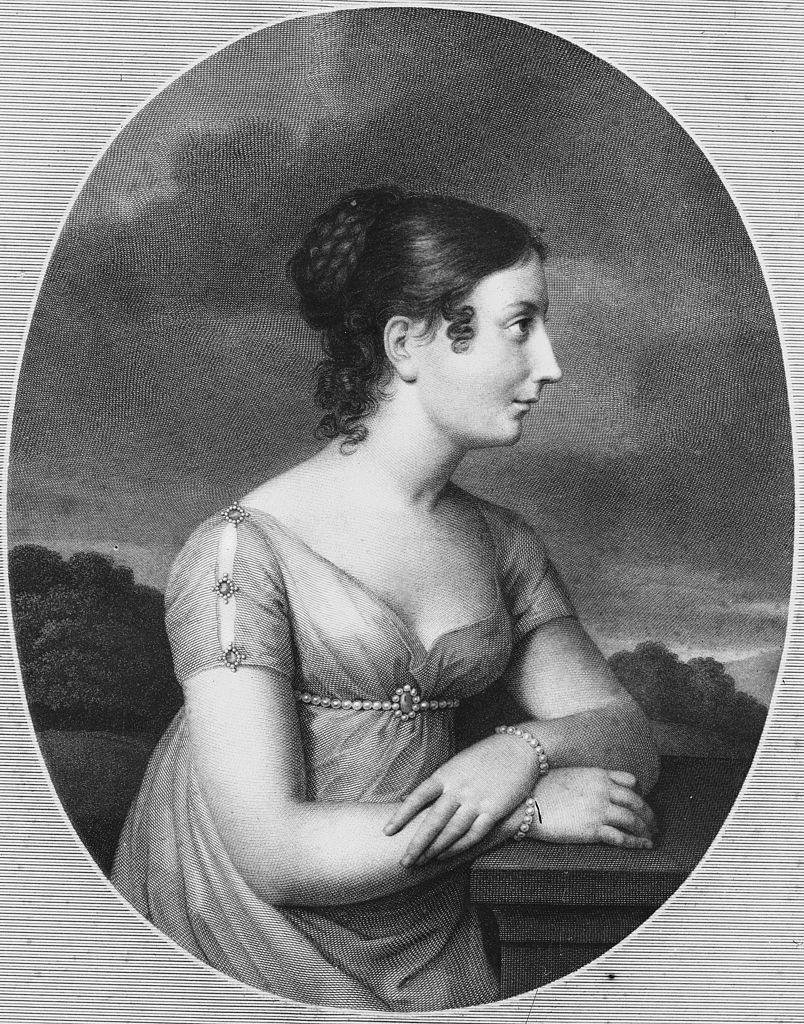
Стефанія на гравюрі Алоїса Кесслера, 1815

У 16-річному віці Стефанія у Парижі стала дружиною 19-річного Карла Баденського. Цивільний шлюб було зареєстровано 7 квітня 1806. Вінчання пройшло 8 квітня. Шлюб святкувався надзвичайно урочисто, Бонапарт праг показати усю пишність імперії. З приводу весілля була викарбувана пам'ятна медаль. Наречена отримала величезний посаг. Разом з тим, Стефанія ігнорувала чоловіка і, користуючись великим успіхом у суспільстві, кокетувала із Жеромом Бонапартом. Її бавила його пристрасть і на всіх балах вона танцювала лише з ним. В один із вечорів вони виказували їхню близькість настільки помітно, що це викликало загальний скандал. Наполеон зробив їй сувору догану і відправив у червні із Карлом до Бадену, куди став писати їй батьківські листи, радячи любити чоловіка.
У Карлсруе вона зіткнулася з недоброзичлівістю двору, у тому числі свекрухи Амалії. Натомість, спадкоємна принцеса здійснювала екскурсії та подорожі Баденом, аби краще дізнатись про людей своїх майбутніх володінь, що викликало неабияку симпатію з боку народу. Династія Церінгенів була фактично розділеною, внаслідок другого шлюбу правлячого великого герцога Карла Фрідріха, діда Карла, із Луїзою Кароліною Ґейєр.

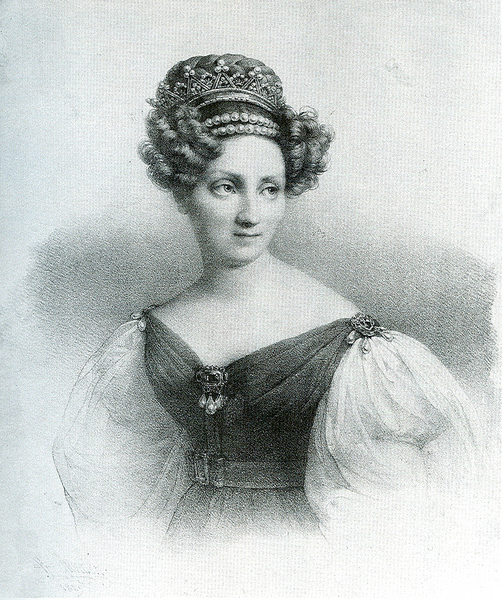
Гравюра близько 1820 року

Відносини із чоловіком залишались складними. Оселилося подружжя у Мангаймському палаці. Перші дні після весілля Стефанія виказувала відверту відразу до Карла. Лише у 1808 році, розуміючи, що має народити спадкоємця, вона змінила свою думку та стала люб'язною до нього. Втім, той не повірив у щирість її почуттів, і подружжя два роки фактично мешкало нарізно: Стефанія у Мангаймі, де сумувала за французьким двором, Карл — у Карлсруе. Наполеон намагався покращити ситуацію, але домігся лише того, що великий герцог запропонував спадкоємній парі мати спільну літню резиденцію у Шветцингені, на що згодилась лише Стефанія Все змінилося, коли подружжя разом провело літо 1810 року у Баден-Бадені. Після цього Стефанія завагітніла і у червні 1811 року народився їхній первісток. За п'ять днів після появи доньки на світ, Карл став правлячим великим герцогом. Всього мали п'ятеро дітей.
Із початком правління Карла родина переїхала до Карлсруе. Решту життя пара мала досить щасливе сімейне життя. У 1812 році Стефанія придбала літній палац у Баден-Бадені, де регулярно зупинялася. У тому ж році заснувала жіночу асоціацію в Карлсруе, аби полегшити страждання населення, збіднілого через погані врожаї та війни.
Після падіння Наполеона Карл відмовився розлучитися зі Стефанією, незважаючи на придворні інтриги щодо цього. Помер
правитель досить молодим у грудні 1818 року.

### Подальше життя
Після обов'язкового року жалоби Стефанія відновила представницькі обов'язки, які виконувала переважно у Мангеймі. Продовжувала мешкати у місцевому палаці, західне крило якого  облаштувала на свій смак, а також проводити літо в Баден-Бадені. 21 вересня 1826 року за 345 000 гульденів придбала у графині Врбна маєток Умкірх з усіма будівлями. Від 1827 року сімейство проводило там липень і серпень. Багато подорожувала. У Мангаймі, окрім іншого, наказала розбити сад в англійському стилі на колишніх валах міських укріплень. Здійснювала патронаж «Дівочого інституту». У 1855 році заснувала притулок. Була також описана як любляча матір, яка віддано турбувалася про доньок.  

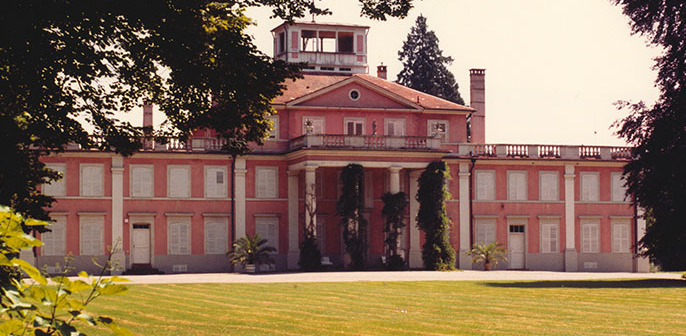
Маєток Умкірх

Була дуже музикальною особистістю та полюбляла музикувати у компанії. Завдяки своїм різнобічним інтелектуальним інтересам, їй вдалося створити скромний, але жвавий та популярний серед світу, двір. Вечори вдовіючої герцогині славилися гарними розвагами, читанням книг, уроками живопису та малювання. Колишня резиденція курфюрстів переживала за неї другий розквіт. Сама Стефанія бездоганною поведінкою, як політичною, так і особистою, здобула прихильність та повагу усіх дворів Європи. 
Раділа тому, що у Франції відновилася імперія і член родини Бонапартів знову став імператором французів, через що іноді тимчасово відвідувала Париж або Ніццу. В останні роки життя була політично активною.
Пішла з життя у Ніцці 29 січня 1860 року. Була похована поруч із чоловіком у південній крипті замкової кірхи Пфорцгайму.
Маєток Умкірх із 512 гектарами землі перейшли до її доньки Жозефіни. Також принцеса отримала тіару великої герцогині з перлів і діамантів, зроблену, ймовірно, у Парижі на початку XIX сторіччя.

## Родина
Чоловік — Карл Баденський
Діти:

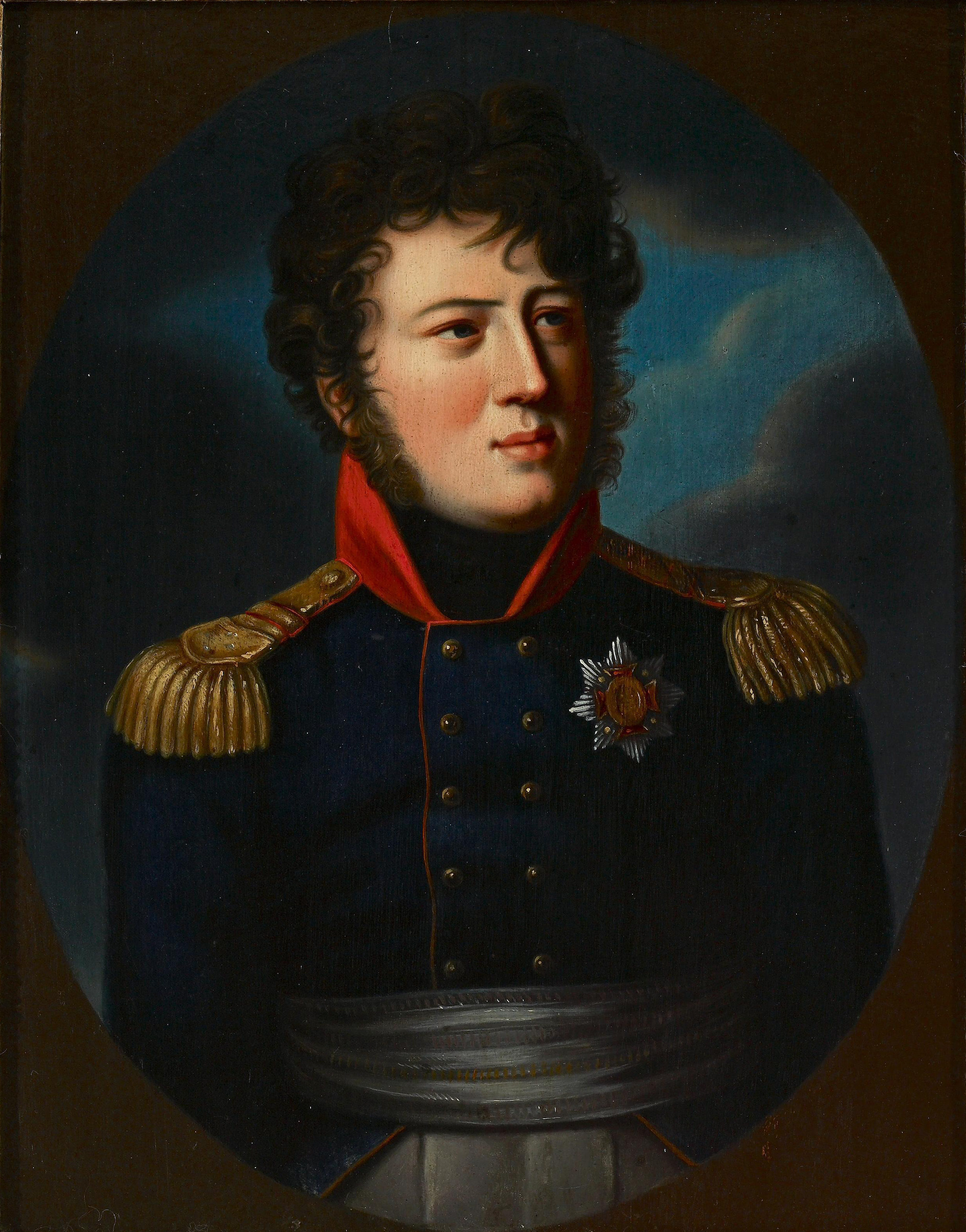
Портрет Карла Баденського пензля Франсуа Жерара, близько 1806 року

- Луїза Амелія (1811—1854) — дружина кронпринца Швеції Густава, мала двох дітей;
- син (29 вересня—16 жовтня 1812) — можливо Каспар Гаузер;
- Жозефіна (1813—1900) — дружина князя Гогенцоллерна-Зігмарингена Карла Антона, мала шестеро дітей;
- Александр (1—8 травня 1816—1817) — прожив 1 тиждень;
- Марія Амалія (1817—1888) — дружина шотландського аристократа Вільяма Гамільтона, 11-го герцога Гамільтона, мала трьох дітей;